# Indian Springs (Montana)
Indian Springs – jednostka osadnicza w Stanach Zjednoczonych, w stanie Montana, w hrabstwie Lincoln.